# Delphi (programspråk)
Delphi är en Microsoft Windows-baserad programutvecklingsmiljö och tillika programspråk ursprungligen utvecklad av Borland men som sedan våren 2008 ägs av Embarcadero. Språket är en utökning av Borlands variant av Pascal och kallades från början Object Pascal.

## Historia

### Borland
Delphi utvecklades av Borland i början av 1990-talet. Det var främst en konkurrent till Microsoft Visual Basic och en ersättare till Borlands äldre Pascal-baserade utvecklingsverktyg Turbo och Borland Pascal. Utvecklingen skedde under chefsarkitekten Anders Hejlsberg, som även låg bakom Turbo Pascal och senare Microsofts C#.
Delphi hade ursprungligen namnet AppBuilder, men när Novell 1994 kom ut med Visual AppBuilder behövde Borland ett nytt namn. Utvecklaren Danny Thorpe föreslog namnet Delphi för att understryka utvecklingsmiljöns databasstöd: Vill du tala med oraklet (det vill säga Oracle), gå till Delfi. Namnet fastnade och den första versionen av Delphi kom ut 1995.
Delphi 1 var gjort för utveckling av 16-bitarsprogram för Windows 3.1. Med utvecklingsmiljön följde komponentbiblioteket VCL (Visual Component Library), med gränssnitt mot bland annat grafiska komponenter och databaskopplingsverktyg. I Delphi 2 (1996) kom stöd för Win32. Samtidigt togs stödet för Win16 bort, men version 1 följde med version 2.
2001 gav Borland ut en version av Delphi för Linux kallad Kylix. Det var baserat på det plattformsoberoende programbiblioteket CLX (Component Library for Cross Platform) för utveckling. Programutvecklingsmiljön var en portning av Windows-programmet till Wine. Kylix blev ingen större framgång och lades ner efter version 3. CLX ingick även i Delphi från version 6
Delphi 7 (2002) blev Borlands mest populära version av Delphi. Det har stöd för Windows XP-teman och har stöd för webbapplikationer. I Delphi 8 (2003) ändrade Borland inriktning och gjorde Delphi till att endast stödja .NET-plattformen. Detta ändrades tillbaka i Delphi 2005 (även känd som Delphi 9), där Win32- och .NET-applikationer kan utvecklas i samma miljö. I december 2005 kom Delphi 2006 (Delphi 10) med stöd för C#, Delphi.NET, Delphi Win32 och C++, men utan stöd för nya projekt med CLX.
I februari 2006 meddelade Borland att företagets utvecklingsmiljöer och databasverktyg var till salu. I november samma år meddelades dock att en del av Borland i stället knoppades av som ett dotterbolag med namnet CodeGear. I mars 2007 gav CodeGear ut sin första version av Delphi, Delphi 2007 (Delphi 11). .NET-versionen gavs ut separat som CodeGear RAD Studio 2007, men utan stöd för Windows Forms.

### Embarcadero
2008 sålde Borland CodeGear till Embarcadero Technologies, som tog över både produkterna, lokalerna och utvecklarna. Embarcaderos första version av Delphi var Delphi 2009 (Delphi 12). Den har fullt stöd för Unicode i VCL men saknar inbyggt stöd för .NET till förmån för Delphi Prism (utvecklat av RemObjects Software). Nästa version, Delphi 2010, fick inte det interna versionsnumret 13 utan 14. Den har stöd för Silverlight och andra nya .NET-delar som C# stödjer.
Delphi XE gavs ut 30 augusti 2010. Embarcaderos produkter med beteckningen XE står för att produkten stödjer alla de stora databaserna, har ett konsekvent gränssnitt mellan produkterna, centraliserad licenshantering med ”on-demand” access via Embarcadero All Access ToolCloud, samt är smidig att uppgradera till Embarcadero All-Access. Nyheter i RAD Studio XE är bland annat att tidigare Delphi for PHP inkluderas i studioversionen och byter namn till RadPHP. Den finns också integrerade funktioner för versionshantering i Subversion samt en rad förbättringar i kodeditorn, Datasnap samt VCL.
I september 2011 gavs Delphi XE2 ut. Det blev den första versionen av Delphi med stöd för 64-bitarsprocessorer. Utöver VCL kom ett nytt, plattformsoberoende och hårdvaruaccelererat komponentbibliotek kallat FireMonkey, vilket gjorde det möjligt att utan några ändringar skapa program för såväl Windows som för MacOS och iOS, med utlovat framtida Android- och Linux-stöd. Denna version ges ut med C++ Builder, Delphi Prism och RADPHP.

## Språket
Delphis programspråk är en utvecklad version av Pascal med stöd för objektorienterad programmering som kallas för Object Pascal. Språkmässigt finns likheter med andra objektorienterade språk såsom Java, C++, och C#. Till skillnad från C++, och i likhet med Java och C# stödjer Delphi ej multipelt arv men erbjuder i stället så kallade interface; och i likhet med C++, men till skillnad från Java och C#, saknar Delphi automatisk minneshantering.

## Utvecklingsmiljö
Delphis grafiska utvecklingsmiljö låter utvecklare bygga såväl grafiska gränssnitt som, övriga programstrukturer genom att peka och klicka. I nyare versioner finns inbyggt stöd för dynamisk generering av källkod från UML-diagram och vice versa.
Det medföljande objektorienterade klassbiblioteket VCL, Visual Component Library, gör det lätt att utveckla egna komponenter som kan användas i såväl utvecklingsmiljön som i de program man utvecklar. 

## Versioner
| Version | År   | Utgivare    |
| ------- | ---- | ----------- |
| 1       | 1994 | Borland     |
| 2       | 1996 | Borland     |
| 3       | 1997 | Borland     |
| 4       | 1998 | Inprise     |
| 5       | 1999 | Borland     |
| 6       | 2001 | Borland     |
| 7       | 2002 | Borland     |
| 8       | 2003 | Borland     |
| 2005    | 2005 | Borland     |
| 2006    | 2005 | Borland     |
| 2007    | 2007 | CodeGear    |
| 2009    | 2008 | Embarcadero |
| 2010    | 2009 | Embarcadero |
| XE      | 2010 | Embarcadero |
| XE2     | 2011 | Embarcadero |
| XE3     | 2012 | Embarcadero |
| XE4     | 2013 | Embarcadero |
| XE5     | 2013 | Embarcadero |
| XE6     | 2014 | Embarcadero |
| XE7     | 2014 | Embarcadero |
| XE8     | 2015 | Embarcadero |
| XE10    | 2015 | Embarcadero |

## Distribution
Embarcadero har lågprisversioner för studenter och skolor. Tidigare fanns en gratisversion som hette Turbo Delphi Explorer, som även kunde användas för kommersiell produktion. Den nuvarande gratisversionen heter Community Edition. Det är samma som Professional men med begränsningen att man får tjäna max 5000$. Källkod till bibliotek och komponenter för VCL/FMX är mer begränsat jämfört med Professional.
Svensk distributör för Delphi och Embarcaderos andra produkter är, sedan våren 2010, AlfaSoft AB.